# Maggie Kuhn
Margaret Eliza Kuhn, detta Maggie (Buffalo, 3 agosto 1905 – Filadelfia, 22 aprile 1995), è stata un'attivista statunitense, nota per aver fondato il movimento delle Gray Panthers, dopo essere stata costretta a ritirarsi dal lavoro all'età di pensionamento allora obbligatoria di 65 anni. Le Gray Panthers sono diventate famose per la riforma delle case di riposo e per la lotta all'ageismo, sostenendo che “gli anziani e le donne costituiscono la più grande fonte di energia umana non sfruttata e sottovalutata d'America”. Ha dedicato la sua vita alla lotta per i diritti umani, la giustizia sociale ed economica, la pace globale, l'integrazione e la comprensione dei problemi di salute mentale. Per decenni ha combinato il suo attivismo con l'assistenza alla madre disabile e al fratello che soffriva di malattie mentali. Accettando la sua età e il suo attivismo, si definiva una "radicale rugosa". A metà degli anni '70, la Kuhn aveva raggiunto lo status di celebrità nazionale, parlando in oltre 200 conferenze all'anno e apparendo in programmi come “The Phil Donahue Show”, “Today” e “The Tonight Show” con Johnny Carson. Nel 1978 il World Almanac la nominò una delle 25 donne più autorevoli degli Stati Uniti.

## Primi anni e carriera
La Kuhn nacque a Buffalo, New York, primogenita dei due figli di Minnie Louise Kooman e Samuel Frederick Kuhn. Suo padre dirigeva l'ufficio di Memphis, Tennessee, della conservatrice Bradstreet Company (poi Dun & Bradstreet) e lei trascorse la sua infanzia a Cleveland, Ohio, e a Buffalo, poiché sua madre non voleva che i suoi figli crescessero nel Sud allora segregato. Si laureò in inglese al Flora Stone Mather College della Case Western Reserve University.
Lavorò per la YWCA di Cleveland, e Filadelfia, dal 1930 al 1941, e per il Consiglio Nazionale della YWCA di New York, dal 1941 al 1947. Durante questo periodo sviluppò una forte struttura teorica e pratica sulla giustizia sociale e sull'attivismo. Si occupò di educare le donne alla sindacalizzazione, alle questioni femminili e a quelle sociali. Ha suscitato polemiche avviando un corso di sessualità umana in cui discuteva argomenti come la meccanica del sesso, il controllo delle nascite, il piacere sessuale, la gravidanza e le difficoltà di rimanere single in una cultura in cui il matrimonio è la norma. Durante la Seconda guerra mondiale, divenne direttrice dei programmi della YWCA-USO, una scelta di carriera controversa a causa della sua opposizione alla guerra. Nonostante ciò, continuò a sostenere una posizione progressista su questioni come la desegregazione, gli alloggi urbani, il maccartismo, la guerra fredda e le armi nucleari.
La Kuhn ha lavorato per la General Alliance of Unitarian and Other Liberal Christian Women a Boston, dal 1947 al 1948. Ha poi collaborato con il Consiglio nazionale per l'educazione cristiana della Chiesa presbiteriana dal 1948 al 1965 e con il Consiglio presbiteriano per le missioni nazionali dal 1965 al 1970. Ha potuto lavorare a livello nazionale per contribuire a influenzare lo spostamento dell'attenzione dal quadro del vangelo sociale a quello della giustizia sociale. Questo diede un quadro più forte, una dimensione sociale e temi di giustizia sociale all'opera della Chiesa e al modo in cui la Chiesa interpretava l'Antico e il Nuovo Testamento. Questo può essere, in parte, radicato nelle sue origini ebraiche e nella tradizione del tiqqun 'olam.  Mentre la tradizione limitava la maggior parte dei seminaristi al lavoro sul campo all'interno delle chiese, la Kuhn dichiarò che nessuno dei suoi studenti sarebbe passato se non fosse andato a cercare la povertà nella comunità locale.

## Gray Panthers
Nel 1970, pur svolgendo un lavoro che amava presso la Chiesa presbiteriana, fu costretta ad andare in pensione il giorno in cui compì 65 anni a seguito della legge sul pensionamento obbligatorio allora in vigore. Quell'anno si associò ad altri pensionati e formò il movimento che divenne noto come Gray Panthers. Inizialmente si chiamava “The Consultation of Older and Younger Adults for Social Change”. Il nome "Pantere Grigie" fu suggerito per la prima volta dal reverendo Reuben Gums, produttore della WPIX-TV di New York, che, dopo un'intervista alla Kuhn che sosteneva la necessità di una militanza tra gli anziani, propose un nome di maggior impatto. Questo nome fu rapidamente adottato come identità pubblica, attirando l'attenzione dei media e il sostegno del pubblico, e divenne il nome ufficiale del movimento nel 1972. Nel 1977 un'apparizione al The Tonight Show con Johnny Carson rese ulteriormente popolare il nome. Carson presentò erroneamente la Kuhn come parte delle "Pantere Nere" prima di correggersi.
Il 18 febbraio 1977, al Tonight Show di Johnny Carson, una donna bianca di settantadue anni dai capelli grigi che indossava una giacca di Mao e i capelli raccolti in uno chignon si presentò come uno degli ospiti di Carson. Nel suo monologo di apertura, la presentò erroneamente come Maggie Kuhn delle “Pantere Nere” e poi, scoppiando a ridere quando si rese conto del suo non trascurabile errore, si corresse sottolineando che era la fondatrice delle Pantere Grigie, non delle Pantere Nere, e che era una paladina del “potere degli anziani”. La Kuhn, a sua volta, gli assicurò che era giusto confondere i nomi nel monologo, perché lei aveva detto che le Pantere Nere e le Pantere Grigie stavano collaborando per “alcune cose davvero positive”.
Considerando tutte le questioni di ingiustizia come inevitabilmente collegate, le Pantere Grigie rifiutarono di limitarsi all'attivismo per i diritti degli anziani, ma si concentrarono anche sulla pace, sulle elezioni presidenziali, sulla povertà e sulle libertà civili. La loro prima grande questione fu l'opposizione alla guerra del Vietnam.
Quando un'anziana donna fu uccisa e derubata di 309 dollari dopo aver incassato un assegno, la Kuhn si avvalse dell'aiuto di Ralph Nader che organizzò un incontro con il presidente della First Pennsylvania Bank. La banca accettò di creare gratuitamente conti di risparmio speciali per gli over 65 e di rendere i prestiti più accessibili agli anziani.
Il motto delle Gray Panthers era “Età e gioventù in azione”, e molti dei suoi membri erano studenti delle scuole superiori e del college. Secondo lei gli adolescenti dovrebbero essere presi più sul serio e ricevere maggiori responsabilità dalla società. Per lei questo era solo un altro esempio di una cultura frenetica e sfruttatrice che sprecava risorse umane vitali.
Le Pantere Grigie combatterono anche l'allora popolare “teoria del disimpegno”, che sostiene che la vecchiaia comporta una necessaria separazione dalla società come preludio alla morte. Accusò lo stile di vita americano che considerava gli anziani come un problema della società e non come persone che vivevano i problemi creati dalla società. Accusò i gerontologi di perpetuare l'illusione degli anziani come incapaci, notando che le sovvenzioni sembravano favorire tale ricerca. Inoltre, lei contestò la rappresentazione delle persone anziane nei media popolari.
La Kuhn sollevò polemiche discutendo apertamente della sessualità delle persone anziane e scioccò il pubblico con la sua affermazione che le donne anziane, che sopravvivono agli uomini in media di 8 anni, potevano sviluppare relazioni sessuali con uomini più giovani o tra di loro. Prese anche posizione sulla previdenza sociale, sostenendo che i politici avevano creato una guerra intergenerazionale sui fondi federali per distogliere l'attenzione dell'opinione pubblica dai veri problemi di bilancio: l'eccesso di spesa per le forze armate e le stravaganti agevolazioni fiscali per i ricchi.
Criticò le case di riposo per gli anziani, definendole "teche glorificate". Pur riconoscendo che aiutavano a mantenere gli anziani al sicuro, sosteneva che segregavano anche gli anziani dalla società tradizionale. In Maggie Kuhn on Aging, ha descritto le riforme strutturali necessarie per affrontare i problemi legati agli alloggi per anziani, al pensionamento obbligatorio e alle disuguaglianze sociali ed economiche. Durante i suoi anni come attivista delle Pantere Grigie, visse nella sua casa di Filadelfia, in Pennsylvania. Condivideva la casa con adulti più giovani, che ottenevano una riduzione dell'affitto in cambio del loro aiuto nelle faccende domestiche e della compagnia. Maggie chiamava questa comunità la sua “famiglia d'elezione”. Fondò il Shared Housing Resource Center. Ha lavorato con Anne Hays Egan e Carroll L. Estes per sviluppare il Festival of the Ages a Princeton, nel 1981. Gli atti del festival sono stati pubblicati in un libro, Empowering Ministry in an Ageist Society.
La Kuhn ha scritto la sua autobiografia, No Stone Unturned, nel 1991, quattro anni prima di morire per arresto cardiaco a Filadelfia all'età di 89 anni. Nel 1995 è stata inserita nella National Women's Hall of Fame.

## Collezioni d'archivio
La Presbyterian Historical Society di Filadelfia, Pennsylvania, possiede una collezione di corrispondenza, documenti amministrativi, stampati, relazioni, libri, fotografie e altri materiali che documentano la vita personale e il lavoro professionale di Maggie Kuhn.